# Platyrrhinus dorsalis
Platyrrhinus dorsalis es una especie de murciélago de la familia Phyllostomidae.

## Distribución geográfica
Se encuentra en Bolivia, Colombia, Ecuador, Panamá, y Perú.